# Urbano
Urbano  è un nome proprio di persona italiano maschile.

## Varianti
- Femminile: Urbana[1][2]

### Varianti in altre lingue
- Basco: Urban[5]
- Catalano: Urbà[5]
- Danese: Urban[6]
- Finlandese: Urpaanus
  - Ipocoristici: Panu[4], Urpo
- Francese: Urbain[4]
- Galiziano: Urbano[5]
- Greco biblico: Ουρβανος (Ourbanos)[4]
- Inglese: Urban[4][7]
- Latino: Urbanus[4][6]
- Lituano: Urbonas[4]
- Polacco: Urban[4]
- Portoghese: Urbano[4]
- Sloveno: Urban[4]
- Spagnolo: Urbano[4][5]
  - Femminili: Urbana[8]
- Svedese: Urban[4][6]
- Tedesco: Urban[4]
- Ungherese: Orbán[4]

## Origine e diffusione
Deriva dal tardo soprannome e poi nome personale latino Urbanus, tratto dall'identico aggettivo che significa "cittadino", "abitante della città" (da urbs, "città"), diametralmente opposto ad altri nomi quali Rustico, Villano e Pagano; in senso figurato può anche voler dire "dai modi urbani", "educato". Secondariamente, questo nome potrebbe anche derivare dal gentilizio di epoca repubblicana Urbanius, di origine non latina e dall'etimologia sconosciuta.
Questo nome, che è presente anche nella Bibbia (un uomo così chiamato viene citato da san Paolo nella lettera ai Romani, 16:9), venne portato da ben otto papi.
In Italia è distribuito nel centro-nord, con maggior frequenza in Emilia-Romagna, Veneto e Toscana, e ha dato origine a vari cognomi quali "Urbani"; la sua diffusione è sostenuta dal culto dei vari santi così chiamati, in particolare sant'Urbano I, ma va notato che già negli anni 1950 era diventato raro.

## Onomastico
L'onomastico si può festeggiare in memoria di vari santi, alle date seguenti:
- 24 gennaio, sant'Urbano, martire ad Antiochia di Siria sotto Decio con i santi Babila, Prilidano ed Epolono[3][11][12]
- 8 marzo, sant'Urbano, martire in Nord Africa[3][12]
- 2 aprile, sant'Urbano, vescovo di Langres[3]
- 6 aprile, sant'Urbano, abate di Peñalba de Santiago, presso Astorga[12]
- 16 aprile, sant'Urbano, martire a Saragozza sotto Diocleziano[3][12]
- 19 maggio, sant'Urbano I, papa, martire a Roma[11][12]
- 3 giugno, sant'Urbano, martire a Roma[12]
- 23 giugno, sant'Urbano, martire ad Ancira sotto Diocleziano[12]
- 2 luglio, sant'Urbano, martire in Campania sotto Diocleziano[3][12]
- 5 settembre, sant'Urbano, martire con altri compagni a Nicomedia o a Costantinopoli sotto Valente[3][11]
- 31 ottobre, sant'Urbano, discepolo di san Paolo, missionario in Grecia assieme a sant'Andrea e martire a Roma[3][12]
- 28 novembre, sant'Urbano, vescovo africano esiliato da Genserico[3][12]
- 7 dicembre, sant'Urbano, vescovo di Teano[3][11][12]

Si ricordano inoltre con questo nome anche vari beati:
- 29 luglio, beato Urbano II, papa[3][11][12]
- 23 agosto, beato Urbano Emanuele Gil Saez, religioso, martire con Fiorentino Perez Romero presso Vallibona[11]
- 2 settembre, beato Urbano Lefevre, sacerdote, martire a Parigi durante i massacri di settembre[11]
- 19 dicembre, beato Urbano V, papa[3][11][12]

## Persone

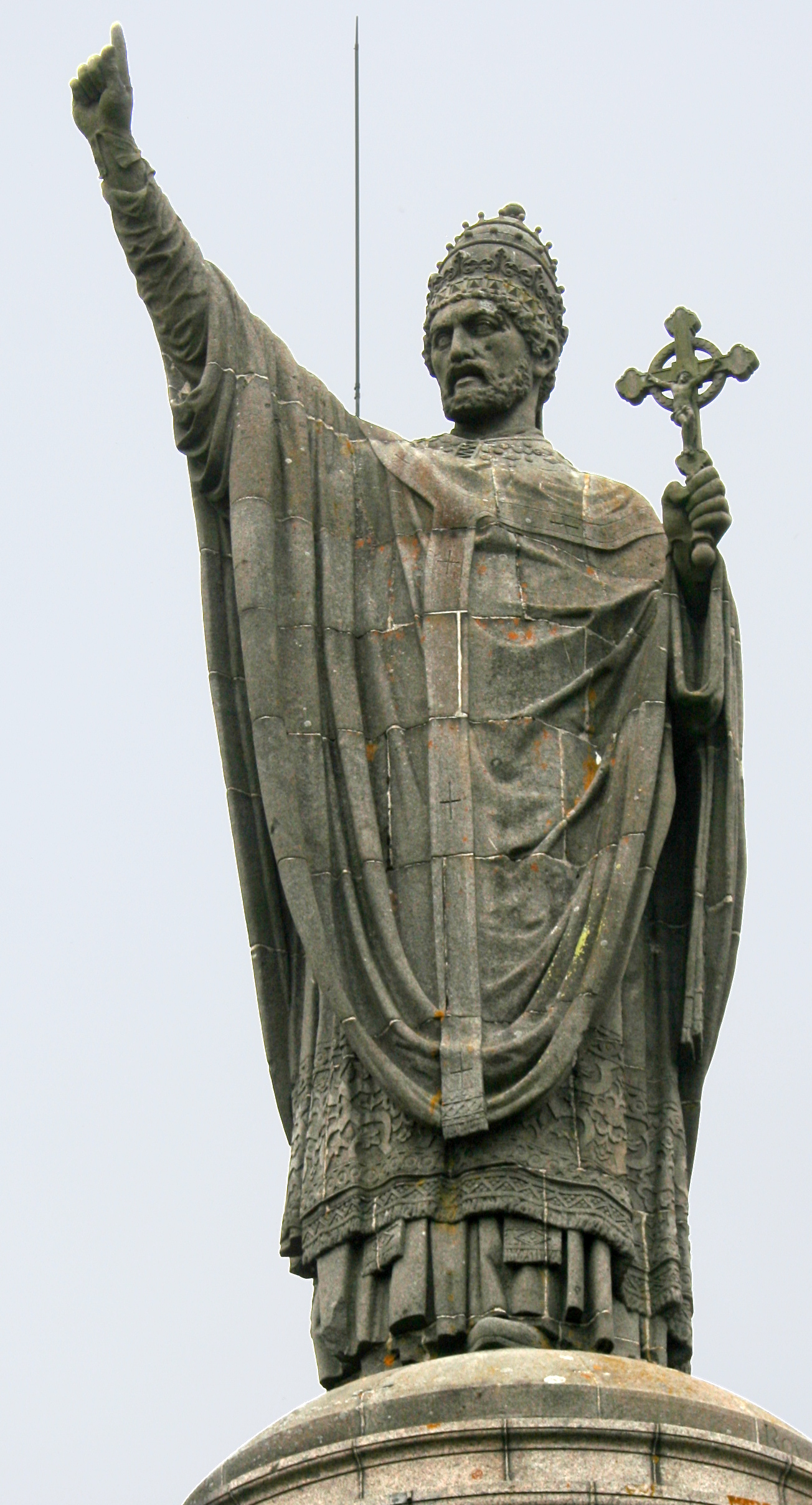
Papa Urbano II

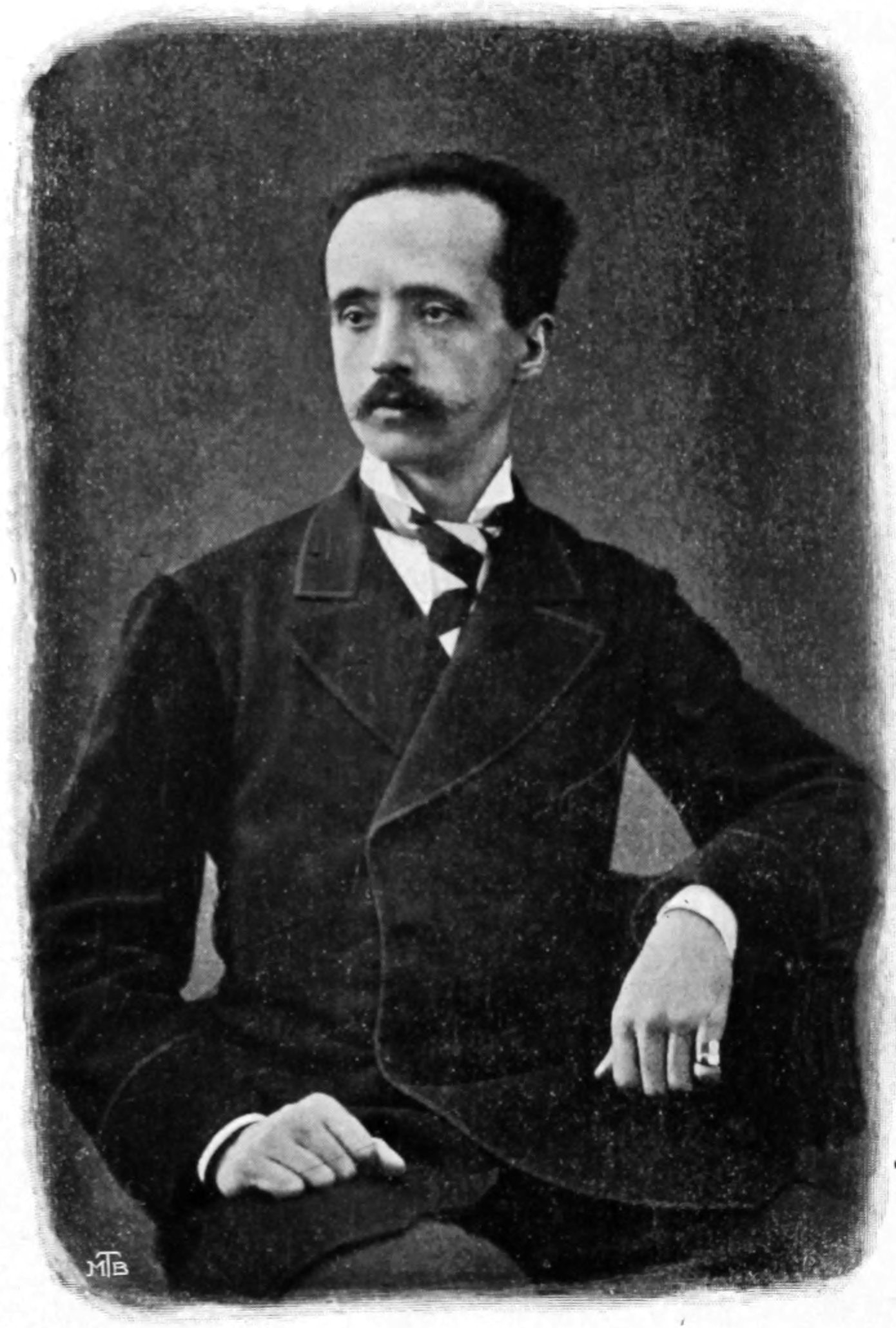
Urbano Rattazzi

- Urbano I, 17º papa della Chiesa cattolica
- Urbano II, nato Ottone (o Oddone) di Lagery (1040 – 1099), 159º papa
- Urbano III, nato Uberto Crivelli (1120 – 1187), 172º papa
- Urbano IV, nato Jacques Pantaléon (1195 – 1264), 182º papa
- Urbano V, nato Guillaume de Grimoard (1310 – 1370), 200º papa
- Urbano VI, nato Bartolomeo Prignano (1318 – 1389), 202º papa
- Urbano VII, nato Giovanni Battista Castagna (1521 – 1590), 228º papa
- Urbano VIII, nato Maffeo Barberini (1568 – 1644), 235º papa
- Urbano da Cortona, scultore e pittore italiano
- Urbano Aletti, politico e banchiere italiano
- Urbano Barberini, attore italiano
- Urbano Bolzanio, umanista e grecista italiano
- Urbano Cairo, imprenditore, editore, dirigente sportivo e dirigente d'azienda italiano
- Urbano Cioccetti, avvocato e politico italiano
- Urbano Federighi, matematico italiano
- Urbano Lazzaro, partigiano italiano
- Urbano Lucchesi, scultore italiano
- Urbano Mancini, militare e aviatore italiano
- Urbano Monti, geografo e cartografo italiano
- Urbano Rattazzi, politico italiano
- Urbano Salvolini, medico italiano

### Variante Urban
- Urban, fonditore ungherese

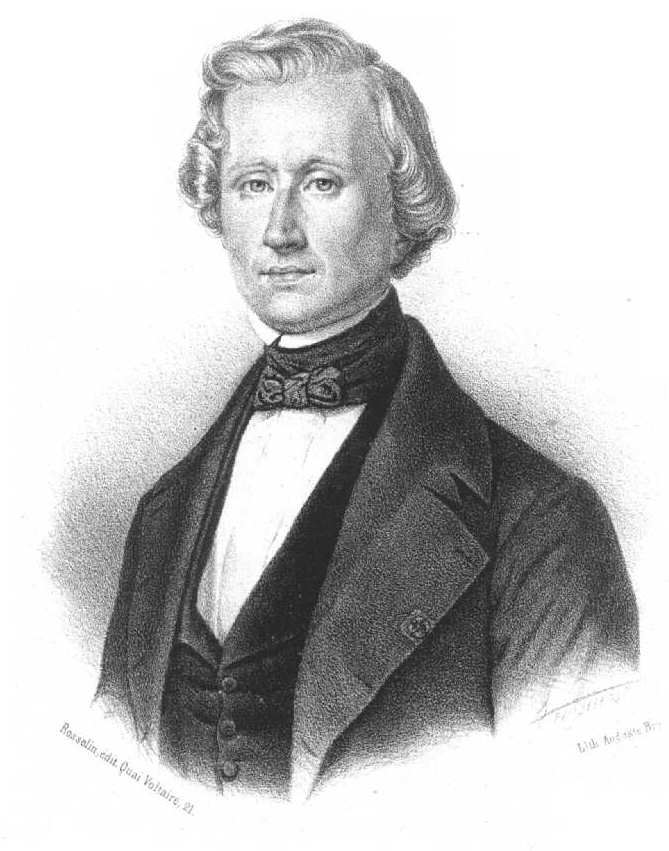
Urbain Le Verrier

- Urban Gad, regista e sceneggiatore danese
- Urban Jürgensen, orologiaio danese
- Urban Sagstetter, vescovo cattolico austriaco

### Variante Urbain
- Urbain Bouriant, egittologo e archeologo francese
- Urbain de Maillé-Brézé, militare francese
- Urbain Dubois, cuoco e gastronomo francese
- Urbain Grandier, presbitero francese
- Urbain-René de Hercé, vescovo cattolico francese
- Urbain Le Verrier, matematico e astronomo francese

### Variante Urpo
- Urpo Korhonen, fondista e scrittore finlandese